# Кушербаева, Сара Идрисовна
Сара Идрисовна Кушербаева (6 февраля 1933, Алма-Ата — 24 января 1999, там же) — мастер казахского балетного искусства, балетмейстер, преподаватель, профессор. Народная артистка Казахской ССР (1966). Член Верховного Совета Казахской ССР.

## Биография
Родилась 6 февраля 1933 года в городе Алма-Ата. Училась в Алма-Атинской школе хореографии (педагог, народный артист Казахской ССР, профессор А. В. Селезнёв).
В 1950 году на Всесоюзном смотре хореографических училищ Алма-Атинское училище заняло второе место после поделивших первое место Московского и Ленинградского училищ, после чего была переведена в Ленинградское академическое хореографическое училище имени А. Вагановой (ныне Академия русского балета имени А. Я. Вагановой). Училась в классе В. С. Костровицкой (6 класс), затем у Н. А. Камковой (7 класс). Ей преподавали также педагоги А. Писарев, А. Бочаров, И. Бельский и др.
В 1954 году, после окончания учёбы в Ленинграде работала солисткой балета в Казахском государственном академическом театры оперы и балета. С 1973 года работала репетитором-балетмейстером театра.
С 1975 по 1986 год была директором и преподавателем Алма-Атинской хореографической школы, одновременно до конца жизни работала в Казахском государственном академическом театре оперы и балета им. Абая репетитором-балетмейстером. Среди её учеников ведущие артисты балетных трупп: Н. Чеховская, С. Рахмедова, Н. Грачева, С. Жумартова и др.
В последние годы писала и публиковала биографические произведения, воспоминания.
Скончалась 24 января 1999 года в Алма-Ате.

## Творчество
Дебютировала в 1955 году в балете в роли Параши из «Медного всадника» Р. Глиэра.
Сара Идрисова в разное время танцевала партии в балетах: «Спящая красавица» (Аврора), '«Лебединое озеро» (Одетта-Одиллия), «Франческа да Римиыи» (Франческа да Римини) П.Чайковского, Эсмеральда" (Эсмеральда) Ц.ГТуни, «Жизель» (Жизель) А.Адана, «Большой вальс» (Генриетта, Фанни) И.Штрауса, «Дон-Кихот» (Китри), «Баядерка» (Никия) Л.Минкуса, «Легенда о любви» (Ширин) А.Меликова, «Хиросима» (Судан) Г.Жубановой, «Козы-Корпеш иг Баян-сулу» (Баян-сулу) Е.Брусиловского, «Спартак» (Эгина) А.Хачатуряна и др.
В составе труппы выступала в Германии, Венгрии, Монголии и др. странах.

## Награды
- Орден Дружбы народов (1981)
- Орден Трудового Красного Знамени (1971)
- Народная артистка Казахской ССР (1966)
- Орден Трудового Красного Знамени (3 января 1959) — за выдающиеся заслуги в развитии казахского искусства и литературы и в связи с декадой казахского искусства и литературы в гор. Москве
- Заслуженная артистка Казахской ССР (1958)
- Лауреат Всесоюзного конкурса классического танца в Москве (1957)